# Umrao Jaan (2006)
Umrao Jaan es una película de la India dirigida y escrita por J.P. Dutta y protagonizada por Aishwarya Rai, Abhishek Bachchan, Shabana Azmi y Sunil Shetty. Es una adaptación de La Umrao Jaan de Muzaffar Ali. Desde el estreno de Umrao Jaan ha habido un renovado interés por el baile tradicional la mujra.

## Argumento
Amiran (una niña del pueblo de Faizabad) es secuestrada por enemigos de su padre y vendida a un burdel en la ciudad opulenta Lucknow. La madam Khannum Jaan la entrena para ser una cortesana experta (tawaif) y le da un nuevo nombre: Umrao Jaan. Se hace poeta y bailarina y un hombre rico, Nawab Sultan, se encapricha de Umrao. Su padre repudia a su hijo después de descubrir que este mantiene una relación con Umrao y que se ha enamorado de ella. Obligados a estar separados, Umrao es forzada a salir con Faiz Ali, un hombre misterisoso que resulta ser un dacoit (bandido). Faiz Ali afirma que han tenido relaciones sexuales y Nawab Sultan la repudia. Posteriormente halla a su familia, largo tiempo perdida, pero la rechaza también.

## Reparto
- Aishwarya Rai - Amiran/Umrao Jaan
- Shabana Azmi - Khannum Jaan
- Abhishek Bachchan - Nawab Sultan
- Sunil Shetty - Faiz Ali
- Divya Dutta - Bismillah
- Himani Shivpuri - Bua Hussaini
- Kulbhushan Kharbanda - Maulvi Sahib
- Puru Raajkumar - Gauhar Mirza
- Ayesha Jhulka - Khurshid

## Música
1. "Ek Tute Huye Dil Ki" - Alka Yagnik
2. "A Foreword" - by Javed Akhtar
3. "Salaam" - Alka Yagnik
4. "Pehle Pehel" - Alka Yagnik
5. "Jhute Ilzaam" - Alka Yagnik
6. "Agle Janam Mohe Bitiya Na Kijo" - Richa Sharma
7. "Main Na Mil Saku" - Alka Yagnik
8. "Bekhka Diya Humein" - Alka Yagnik y Sonu Nigam
9. "Agle Janam Mohe Bitiya Na Kijo" - Anmol Malik
10. "Pooch Rahe Hai" - Alka Yagnik